# Francesco Novello da Carrara
Francesco II de Carrara (Pàdua, 19 de maig de 1359 - Venècia,16 de gener de 1405), conegut com Francesco il Novello ('Francesco el Jove'), va ser senyor de Pàdua després que el seu pare, Francesc I il Vecchio, renunciés al senyoriu el 29 de juny de 1388; era membre de la família dels Carraresi . Es casà amb Taddea, filla de Niccolò II d'Este, senyor de Mòdena.
La República de Venècia, incapaç d'evitar l'expansió de Francesco Novello da Carrara cap al Friül, es va aliar en març de 1385 amb Udine i en maig amb Antoni I della Scala de Verona, que aspirava a expandir el seu territori conquerint Pàdua, que havia perdut el suport del Regne d'Hongria, immers en lluites internes per la successió. En agost de 1385 Joan Galeàs Visconti va signar una aliança de deu anys amb Francesco Novello da Carrara, Nicolau II d'Este de Ferrara i Francesc I Gonzaga de Màntua segons la qual totes les parts contractants es comprometien a lluitar juntes contra qualsevol amenaça interna o externa. Carrara va iniciar una campanya al Friül destinada a conquerir les ciutats més importants de la regió però va fracassar ràpidament. Antoni della Scala va respondre envaint territori veronès aconseguint la derrota veronesa a la batalla de Brentelle el 25 de juny de 1386 i la captura de Cortesia Serego, que va ser dut a Pàdua juntament amb més de 9.000 presoners i altres líders, com ara Facino Cane i Ostasio da Polenta. Les hostilitats no van cessar i Joan Galeàs va intervenir en la confrontació a condició de reservar-se el posterior domini de la ciutat de Verona, adjudicant-se Francesco el control sobre Vicenza, i va caldre una altra victòria contundent de la coalició a la batalla de Castagnaro l'11 de març de 1387 per derrotar definitivament Antoni della Scala, que a l'octubre del mateix any seria expulsat de Verona per les tropes de Joan Galeàs Visconti i aprofitant l'ocasió, es va apoderar de Vicenza traint així l'aliança establerta i iniciant-se una sèrie d'hostilitats entre els dos antics aliats.
En el buit de poder produït per la mort l'any 1402 de Joan Galeàs Visconti, Francesco Novello da Carrara, aliat amb el seu nebot Nicolau III d'Este de Ferrara va intentar expandir-se al Vènet prenent ciutats controlades pels Visconti, La duquessa Caterina Visconti, regent del seu fill Joan Maria, va demanar ajuda al dux de Venècia Miquel Sten el març de 1404 prometent la cessió de Verona, ocupada pels Carrara, i Vicenza, aleshores assetjada, i va aconseguir la retirada de Bonifaci IX de la lliga a canvi de Perugia i Bolonya. Venècia va fer una mobilització massiva de les seves capacitats militars i malgrat la dura resistència de padovans i ferraresos, la tardor de 1404 Venècia va assetjar Verona. La primavera de 1405, la posició carraressa va començar a deteriorar-se ràpidament i Nicolau III d'Este va retirar Ferrara de la guerra,  mentre que el 22 de juny de 1405, Verona es va rebel·lar i es va rendir a l'exèrcit venecià. La mateixa Pàdua va caure finalment en mans dels venecians el 17 de novembre de 1405. Després de la victòria veneciana, els dominis de Carrara van ser incorporats a l'estat venecià iniciant l'expansió de Venècia a la Itàlia continental, mentre els membres de la família Carrara van ser executats.
Burckhardt escriu: "Quan l'últim Carrara ja no va poder defensar les muralles i les portes de la Pàdua, afectada per la pesta, tancada per tots els costats pels venecians, els soldats de la guàrdia el van sentir cridar al diable "que vingués a matar-lo"." Els seus fills Francesco i Jacopo que també havien estat capturats van ser executats l'endemà.

## Família
Francesc II va tenir diversos fills legítims: 
- Francesco III, va ser estrangulat pocs dies després del seu pare. Es va casar amb Alda Gonzaga, filla de Francesco I Gonzaga i Agnès Visconti.
- Jacopo, fet presoner després de la rendició de Verona, estrangulat pocs dies després del seu pare. Casat amb Costanza da Varano.
- Ubertino
- Marsili
- Nicolò, va morir en la infància
- Gigliola da Carrara
- Valpurga, abadessa de Santa Àgata a Pàdua

També va tenir una sèrie de descendència il·legítima: 
- Stefano
- Gionata
- Milone
- Agnese, es va casar amb Ognibene da Mantova